# Pleurosoriopsis
Pleurosoriopsis, monotipski rod paprati iz porodice Polypodiaceae, dio je potporodice Polypodioideae. Jedina vrsta je P. makinoi, epifit sa Ruskog dalekog istoka, Kine i Japana.
Rod je opisan u Izvestija Kievskogo Botaničeskogo Sada 11: 8. 1930.

## Sinonimi
- Anogramma makinoi (Maxim. ex Makino) Christ; C. Chr., Ind. 58 (1905)
- Gymnogramma makinoi Maxim. ex Makino; Bot. Mag. (Tokyo) 8: 481 c. tab. (1894)